# Interface focada em tarefas
A interface focada em tarefas é um tipo de interface de usuário que amplia a metáfora de área de trabalho da interface gráfica de usuário para tornar as tarefas, e não arquivos e pastas, as principais unidades de interação.

## História
A interface enfocada em tarefas foi proposta por  Mik Kersten durante seu doutorado na University of British Columbia em 2004.